# Chapelle Saint-Nizier de Saint-Martin-d'Uriage
La chapelle Saint-Nizier est une chapelle située à Saint-Martin-d'Uriage dans l'Isère.

## Historique
L'édifice a été construit en 1675 afin de remplacer l'ancienne église avec crypte du prieuré de Saint-Nizier. Elle abrite deux tableaux datant de 1757 représentent les deux patrons, Saint-Nizier et Saint-Denis.
La chapelle est inscrite partiellement au titre des monuments historiques, en raison de la présence de décors peints, le 19 mars 1991.

## Description

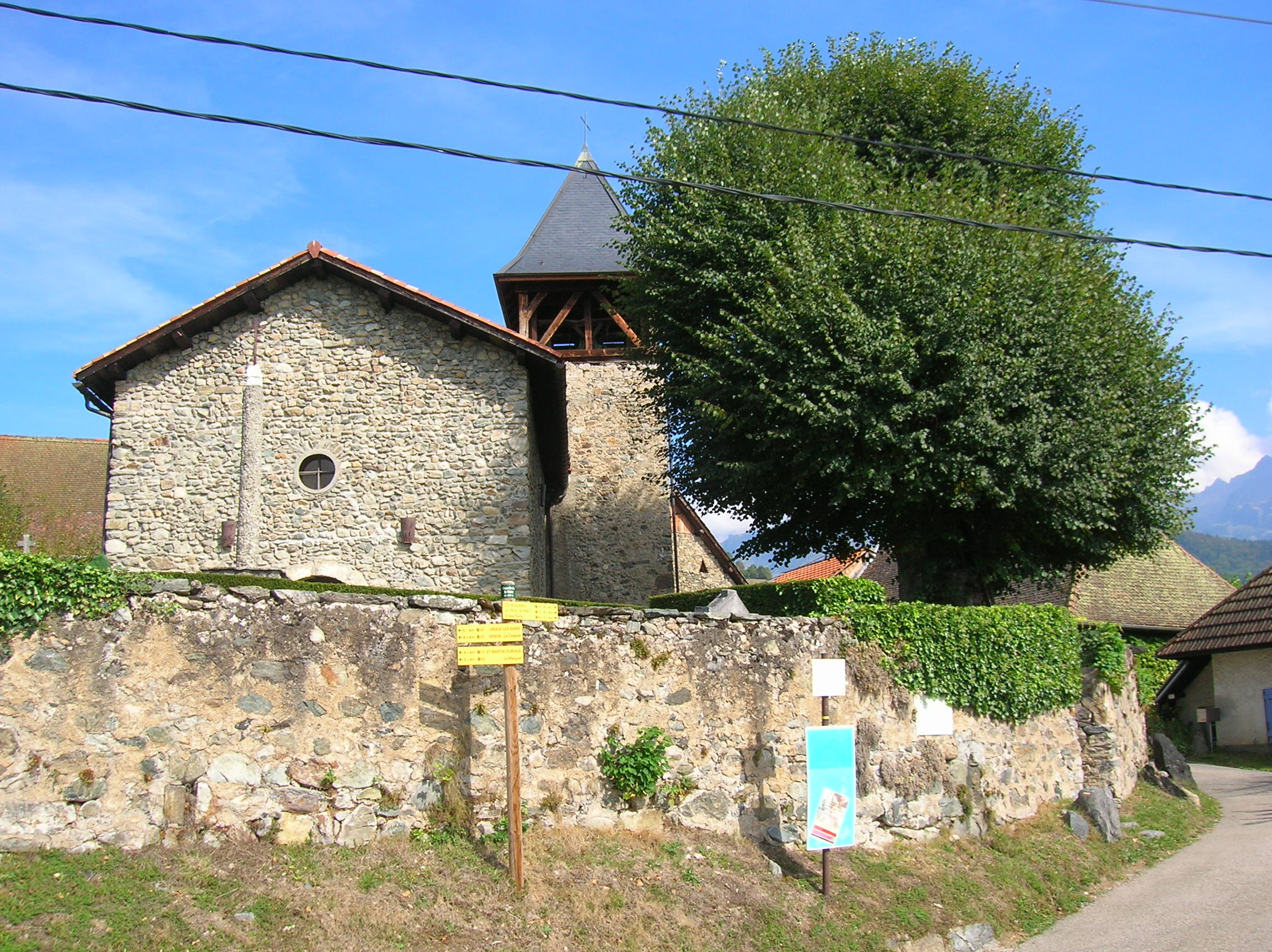
La chapelle et son tilleul

Cette chapelle est l'ancienne église paroissiale du village de Saint-Nizier. Elle présente une nef rectangulaire et un clocher carré situé dans la partie droite de la nef. Sa porte située sur la façade est surmontée d'un oculus. L'intérieur de l'édifice se présente avec un décor rustique à caractère baroque et est garni d'un mobilier en stuc peint en faux marbre.
Le visiteur peut également découvrir la présence d'un tilleul de Sully, situé sur le parvis de la chapelle. L’arbre a subi une taille courte, qui laisse bien voir son tronc et sa ramure. Selon un amateur de ce type d'arbre la circonférence du tronc, mesurée à 1,30 de hauteur, fait 5,60 mètres pour une hauteur totale supérieure à dix mètres.